# Ceryx kinabulensis
Ceryx kinabulensis är en fjärilsart som beskrevs av Embrik Strand 1917. Ceryx kinabulensis ingår i släktet Ceryx och familjen björnspinnare. Inga underarter finns listade i Catalogue of Life.